# Sh2-176
Sh2-176 est une nébuleuse planétaire dans la constellation de Cassiopée.
Sa position peut être facilement retrouvée dans la partie centrale de la constellation, à environ un quart de la distance entre les étoiles α Cassiopeiae et β Cassiopeiae. Cependant, c'est un objet très ténu et faible. La période la plus appropriée pour son observation dans le ciel du soir se situe entre les mois d'août et de janvier et elle est grandement facilitée pour les observateurs situés dans les régions de l'hémisphère boréal, où elle se produit circumpolaire jusqu'aux régions tempérées chaudes.
Bien qu'elle ait été incluse dans le catalogue Sharpless, il s'agit en fait d'une nébuleuse planétaire ancienne et très dispersée, dont la distance d'environ 140 pc (∼457 al) en fait l'une des plus proches du système solaire. Son aspect effiloché et mince ressemble à celui d'un reste de supernova et pendant des années sa nature est restée indéfinie. Dans une étude de 1977 dans laquelle ses fortes émissions à la longueur d'onde du soufre ionisé (SII) et de l'azote ionisé (NII) ont été analysées par rapport à la faible émission Hα, il a été définitivement prouvé que l'objet est une nébuleuse planétaire. L'étoile centrale, responsable de son ionisation, a une couleur nettement bleutée.